# Stefan Albert
Stefan Albert (* 12. Februar 1959 in Friedrichshafen/Deutschland) ist ein österreichischer Komponist und Lehrer.

## Leben
Stefan Albert studierte in den Jahren von 1981 bis 1986 am Vorarlberger Landeskonservatorium in Feldkirch Komposition bei Gerold Amann und klassische Gitarre bei Michael Buchrainer (Diplomabschluss in Gitarre ebenda) sowie im Jahr 1986 an der Universität für Musik und darstellende Kunst Wien Gitarre bei Hans Hein. In den Jahren von 1986 bis 1989 wechselte er an die Musik und Kunst Privatuniversität der Stadt Wien zum Kompositionsstudium bei Kurt Schwertsik. Es folgten in den Jahren von 1989 bis 1995 weitere Studien in Komposition bei Kurt Schwertsik und Tonsatz bei Iván Eröd an der Universität für Musik und darstellende Kunst Wien. Im Jahr 1995 schloss er mit Magister artium ebenda ab.
Stefan Albert lebt in Wien und hat seit dem Jahr 1987 eine Lehrtätigkeit an der Musikschule Waidhofen an der Ybbs im Fach Gitarre inne und seit dem Jahr 2005 auch in Komposition.
Alberts Stil wurde durch seine Lehrer geprägt und ist stark kontrapunktisch orientiert.

## Werke (Auswahl)

### Ensemblemusik
- Ein kleines Streichquartett – Quartett für zwei Violinen, Viola und Violoncello (1989)[4]
- Fantasia – Duo für Oboe und Klavier (1991)[4]
- Trio – Besetzung: zwei Oboen und Englischhorn (1992)[4]
- Klaviertrio – Besetzung: Flöte, Klavier und Violoncello (1993)[4]
- Spinnenkuß – Klaviertrio für Klavier, Violine und Violoncello (1993)[4]
- Sonate – für Flöte und Gitarre (1994)[4]
- Walzer in Wiener Manier – Duo für Flöte und Gitarre (1994)[4]
- 5-erlei – Klarinettenquintett in fünf Sätzen (1995)[4]
- G'schichten vom Lande – Musik für fünf Bläser in drei Sätzen (1995)[4]
- Sternschnuppe – Duo für Flöte und Gitarre (1996)[4]
- Mikado – Stück für vier Holzbläser (1996)[4]
- Stück für drei Flöten – Trio für Piccoloflöte, Flöte und Altflöte (1996)[4]
- Klavierquartett – Besetzung: Flöte, Klavier, Violine und Violoncello (1996)[4]
- Alles Blech – Fanfare für Blechbläserquintett (1996)[4]
- Spiel der Schatten – Kammerorchesterstück in fünf Sätzen (1997)[4]
- Auf verschlungenen Pfaden – Quintett für zwei Violinen, Flöte, Viola und Violoncello (1997)[4]
- Über den Regenbogen – Trio für Klarinette, Viola und Klavier (1997)[4]
- Heiter bis wolkig – Septett für zwei Perkussions, Flöte, Klarinette, Klavier, Viola und Violoncello (1997)[4]
- Flautando – für Flötenquartett (1997)[4]
- Spiegelbilder – Trio für zwei Violinen und Violoncello (1998)[4]
- Lisa – Streichquartett Nr.1 für zwei Violinen, Viola und Violoncello (1999)[4]
- Frühstück bei Beppi – Duo für Oboe und Viola (1999)[4]
- Lisa – Streichquartett Nr.2 für zwei Violinen, Viola und Violoncello (2000)[4]
- Geschichten aus dem Tempel der Seelen – Duo für Klavier und Violoncello (2000)[4]
- Farbenspiele – Trio für Klarinette, Klavier und Violoncello (2005)[4]

### Solomusik
- Zwei Miniaturen – Solo für Klavier (1990)[4]
- „Kinderspiel-Stücke/Kinder-Spielstücke“ – Musik zum Film, Solo für Klavier (1993)[4]
- Sonate für Violine solo (1996)[4]
- Stück für Kontrabass solo (1996)[4]
- Himmel und Hölle – Fantasie für Orgel solo (1997)[4]
- Einsamer Engel – für Harfe solo (1998)[4]
- Zwei Klavierstücke – Solo für Klavier (1999)[4]
- Zusammenklang – fünf Gitarre-solo Stücke zu fünf Gedichten und fünf Bildernfünf Gitarre-solo Stücke zu fünf Gedichten und fünf Bildern (2003)[4]
- Amistad – Solo für Gitarre (2007)[4]
- Drei Skizzen für Cello Solo (2007)[4]
- Skizze für Flöte Solo (2007)[4]
- Skizze für Klarinette Solo (2007)[4]
- Skizze für Fagott solo (2007)[4]
- Skizze für Trompete solo (2007)[4]

### Orchestermusik
- Kind des Windes – Stück für Streichorchester in drei Sätzen (1993)[4]
- Konzert – für Klavier und Orchester (1994)[4]
- Kind des Windes Nr. 2 – Stück für Streichorchester in drei Sätzen (1995)[4]
- Yksniw-Arts – Sinfonie Nr. 1 (1995)[4]
- Scherbenhaufen – Orchesterstück (1996)[4]
- Kaleidoskop der Träume (1996)[4]
- Konzert für Violine und Orchester (1996)[4]
- Hör – Mal – für Jugendstreichorchester (1997)[4]
- Tanz der Lichter – für kleines Orchester (1998)[4]
- Konzert für Oboe, Streichorchester, Marimba und Pauken (1998)[4]
- Liebe nur ein Wort? – Illusion 1 und 2 für Streichorchester (2000)[4]
- Auszeit – für Klavier und Streichorchester (2001)[4]
- Ewige Sehnsucht – für Streichorchester, Pauke und Sprecher (2002)[4]
- Animamus – für Streichorchester (2003)[4]
- Kleine Fluchten – für Klaviertrio, Streichorchester und Pauken (2004)[4]
- back to the roots – Orchesterstück (2006)[4]
- a moment of love – für Streichorchester (2007)[4]